# Maroko na Letnich Igrzyskach Olimpijskich 1984
Maroko na Letnich Igrzyskach Olimpijskich 1984 reprezentowało 34 zawodników: 33 mężczyzn, 1 kobieta. Reprezentacja Maroka zdobyła dwa medale, wszystkie w lekkoatletyce. Był to szósty start reprezentacji Maroka na letnich igrzyskach olimpijskich.

## Zdobyte medale
| Medal | Zawodnik            | Dyscyplina    | Konkurencja                       | Rezultat | Data        |
| ----- | ------------------- | ------------- | --------------------------------- | -------- | ----------- |
| Złoto | Nawal El Moutawakel | Lekkoatletyka | bieg na 400 m przez płotki kobiet | 54,61    | 8 sierpnia  |
| Złoto | Saïd Aouita         | Lekkoatletyka | bieg na 5000 m mężczyzn           | 13:05,59 | 11 sierpnia |